# Tampamolón Corona
Tampamolón Corona è una municipalità dello stato di San Luis Potosí, nel Messico centrale, il cui capoluogo è la omonima località.
Conta 14.274 abitanti (2010) e ha una estensione di 264,62 km².